# イン・ザ・ライト・プレイス
『イン・ザ・ライト・プレイス』（In the Right Place）は、ドクター・ジョンが1973年に発表した6作目のアルバム。

## 解説
ミーターズの4人が全面参加し、ファンク色の強い内容となった。ドクター・ジョンのアルバムの中でも、最もセールス的に成功した作品で、Billboard 200では初のトップ100入りを果たし、最高24位まで上昇、『ビルボード』R&Bチャートでも28位に達した。第1弾シングル「ライト・プレイス・ロング・タイム」は全米9位の大ヒットを記録し、続く「サッチ・ア・ナイト」は42位に達した。
「サッチ・ア・ナイト」は、1976年に行われたザ・バンドの解散コンサートでドクター・ジョンがゲスト参加した際にも歌われ、その模様は映画『ラスト・ワルツ』（1978年公開）でも紹介された。

## 収録曲
特記なき楽曲はマック・レベナック（ドクター・ジョン）作詞・作曲。
Side 1
1. ライト・プレイス・ロング・タイム - "Right Place Wrong Time" - 2:50
2. セイム・オールド・セイム・オールド - "Same Old Same Old" - 2:39
3. ジャスト・ザ・セイム - "Just the Same" - 2:49
4. クォリファイド - "Qualified" (Jesse Hill, Mac Rebennack) - 4:46
5. トラヴェリング・ムード - "Traveling Mood" (James Waynes) - 3:03
6. ピース・ブラザー・ピース - "Peace Brother Peace" - 2:47

Side 2
1. ライフ - "Life" (Allen Toussaint) - 2:29
2. サッチ・ア・ナイト - "Such a Night" - 2:55
3. シュー・フライ・マーチズ・オン - "Shoo Fly Marches On" - 3:15
4. アイ・ビーン・フードー - "I Been Hoodood" - 3:12
5. コールド・コールド・コールド "Cold Cold Cold" (Alvin Robinson, J. Hill, M. Rebennack) - 2:37

## 参加ミュージシャン
- ドクター・ジョン - ボーカル、ピアノ、オルガン、パーカッション
- ミーターズ - リズム・セクション
  - レオ・ノセンテリ - ギター
  - アート・ネヴィル - オルガン
  - ジョージ・ポーターJr. - ベース
  - ジョセフ・モデリスト - ドラムス
- デヴィッド・スピノザ - ギター・ソロ(on 1.)
- ラルフ・マクドナルド – パーカッション(on 8. 9. 10.)
- ゲイリー・ブラウン - サックス
- ザ・ボナルー・ホーン・セクション - 管楽器
- アラン・トゥーサン - プロデュース、アレンジメント、ピアノ、エレクトリック・ピアノ、コンガ、バッキング・ボーカル
- ロビー・モンゴメリー – バッキング・ボーカル
- ジェシー・スミス - バッキング・ボーカル

## カヴァー
- 細野晴臣らによるユニットF.O.E.が、『Sex, Energy and Star』（1986年）で「ライト・プレイス・ロング・タイム」をカヴァー。